# Parafia Przemienienia Pańskiego w Ploskach
Parafia Przemienienia Pańskiego – parafia prawosławna w Ploskach, w dekanacie Bielsk Podlaski diecezji warszawsko-bielskiej.
Na terenie parafii funkcjonuje 1 cerkiew i 2 kaplice:
- cerkiew Przemienienia Pańskiego w Ploskach – parafialna
- kaplica św. Ewangelisty Łukasza w Ploskach – cmentarna
- kaplica Kazańskiej Ikony Matki Bożej w Knorozach – cmentarna

W skład parafii wchodzą następujące miejscowości: Ploski, Deniski i Knorozy z ogólną liczbą 400 osób.

## Wykaz proboszczów
- 1943–1951 – ks. Antoni Dziewiatowski
- 1951–1979 – ks. Michał Micewicz
- 1979–2018 – ks. Włodzimierz Szumikowski
- 2018–? – ks. Eugeniusz Suszcz[1]
- – ks. Andrzej Nielipiński (obecnie)[2]

## Galeria

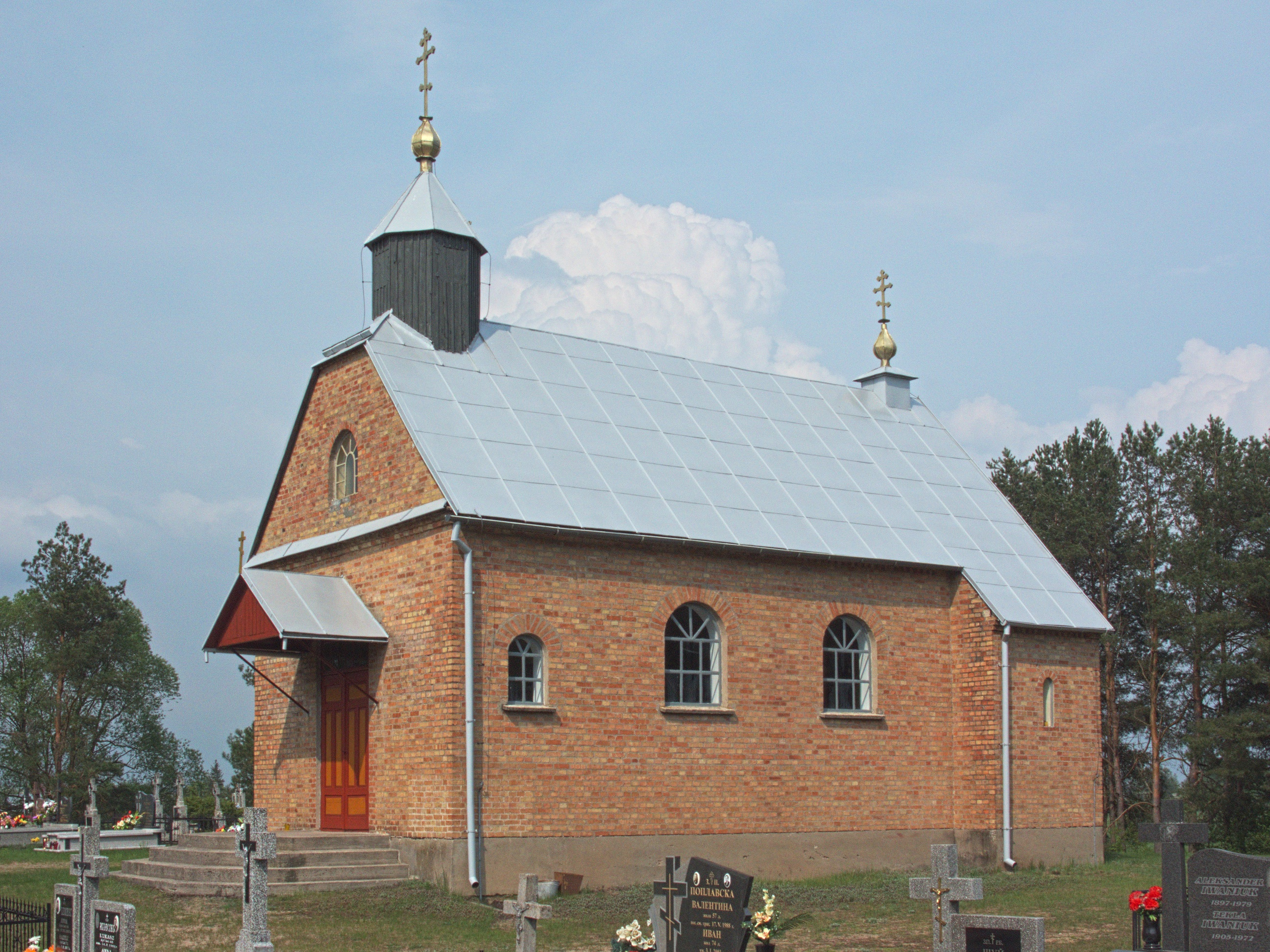
Kaplica cmentarna św. Łukasza w Ploskach
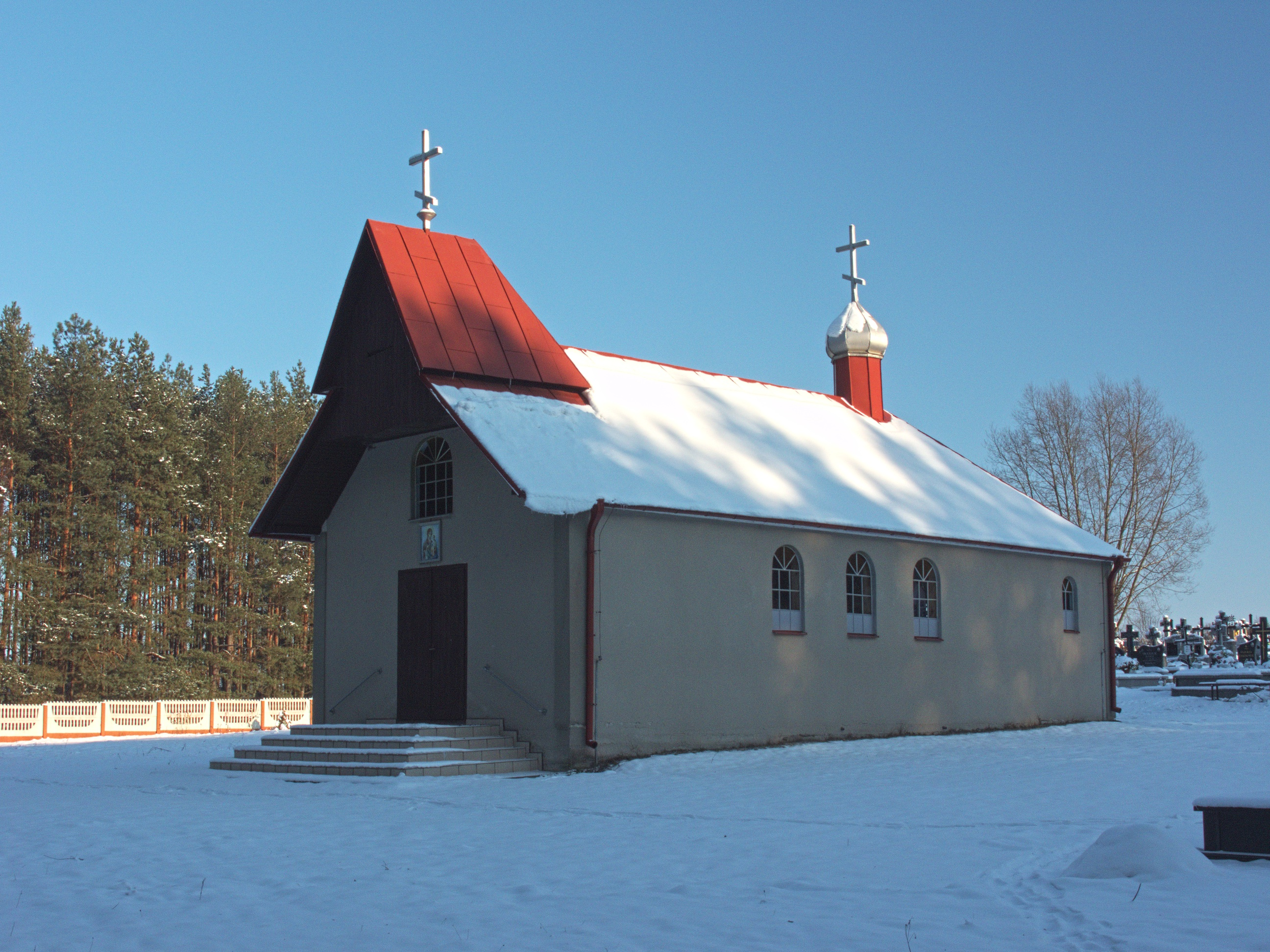
Kaplica cmentarna Kazańskiej Ikony Matki Bożej w Knorozach